# Поляков, Иван Семёнович
Иван Семёнович Поляков (12 июня 1845 — 5 апреля 1887) — российский зоолог, антрополог и этнограф. Наиболее известен открытием в 1879 г. Костёнковской стоянки первобытного человека, а также научным описанием (1881 г.) лошади Пржевальского.

## Биография
Иван Семёнович родился в семье казака в станице Ново-Цурухайтуевской Иркутской губернии. Мать — бурятка.
Азбуку Поляков выучил у казачьего урядника, учился в местной школе. В 1855 году помогал краеведу Николаю Кашину собирать коллекции растений и насекомых для Иркутского музея. С 1859 года учился в Иркутском военном училище. Принял участие в Витимо-Олекминской экспедиции в 1866 году, руководил которой Пётр Кропоткин.
В 1867 году переехал в Санкт-Петербург, экстерном сдал экзамены за курс гимназии.
В 1870 году он зачислен на физико-математический факультет Санкт-Петербургского университета (естественное отделение). В 1874 году, по окончании университета, принят хранителем Зоологического музея при Императорской Академии наук. Сдал магистерские экзамены и защитил диссертацию на степень магистра зоологии.
Поляков совершил научные экспедиции на Олёкму (1866), в Олонецкую губернию (1871), в Берёзовский край (1876), в Мариинский округ Томской губернии, на озеро Балхаш (1877) и на остров Сахалин (1880).
Кроме этого, Поляков совершил кругосветную экспедицию, о которой им были написаны десятки научных статей и очерков.
В честь И. С. Полякова назван мыс Полякова на острове Сахалин (название мысу присвоено после 1946 г.).

## Публикации
Кроме редактирования «Записок Имп. рус. геогр. общ.» по общей географии (СПб., 1875, т. V; 1876, т. VII; 1879. т. VIII), Поляков напечатал
- «Отчёт о поездке в Восточный Саян» (в «Отчете о действиях Сибирского отдела Имп. рус. геогр. общ. за 1868 г.», СПб., 1869),
- «О необходимости географических исследований в СПб. губ.» («Известия Имп. рус. геогр. общества». 1871, т. VII),
- «Об остатках, каменного периода в Олонецкой губ.» (ib., 1872, т. VIII),
- «Физико-географические исследования» (ib., 1873, т. IX),
- «Отчет об Олекминско-Витимской экспедиции 1866 г.» («Записки Имп. рус. геогр. общ. по общей географии», 1873, т. III),
- «Этнографические наблюдения во время поездки на юго-восток Олонецкой губ.» («Записки Имп. рус. геогр. общ. по отделу этнографии», 1873, т. III),
- «Об исследованиях в Верхне-Волжском бассейне и в водоразделе систем Балтийского и Белого морей» («Известия Имп. рус. географ. общ.», 1874, т. IX),
- «Физико-географическое описание юго-восточной части Олонецкой губернии.» — СПб., 1886. — (Записки имп. рус. геогр. о-ва по общ геогр.; т. XVI, № 2).
- «Об остатках каменного века» (ib.),
- «Об этнографическом исследовании в Припечерском крае» (ib.),
- «Об исследованиях в верховьях Волги» (ib.),
- «Письма и отчеты о путешествиях в долину р. Оби» (в «Приложении к Запискам Имп. акд. наук», 1877, т. XXX),
- «Жизнь человека и животных в долине р. Оби» («Известия Имп. рус. геогр. общ.», 1877, т. XIII),
- «Поездка в бассейн озера Балхаша» (ib., 1878, т. XIV),
- «Проект экспедиции для исследования остатков каменного века в Владимирской губ.» (ib.),
- «Остяки и рыбопромышленность в долине р. Оби» («Природа и охота», 1878, кн. 2—3),
- «О каменном веке в России» («Известия Имп. рус. геогр. общ.», 1879, т. XV),
- «Об антропологической поездке во Владимирскую губ.» (ib.),
- «Антропологическая поездка в Центральную и Восточную Россию» («Приложение к Запискам Имп. академии наук», 1880 г., т. XXXVII, № 1).
- Систематический обзор полевок, водящихся в Сибири. // Записки Имп. Академии Наук. Отчет по Физико-Математическому и Историко-Филологическому отделениям. Прилож. Том39(2): 92 с., 9 рис., 1 ph., 11 таб. Москва.
- Лошадь Пржевальского (Equus Przewalskii n. sp.) // Изв. Имп. Русского геогр. О-ва. 1881. Т. 17, вып. 1. Отд. I: Географические известия. С. 1-23.
- «Исследования по каменному веку в Олонецкой губ., в долине реки Оки и на верховьях Волги», с 10 таблицами рисунков // Записки Имп. Русского геогр. о-ва по отделу этнографии. 1882. Т. IX.
- Путешествие на остров Сахалин // Изв. Имп. Русского геогр. о-ва. 1883. Т. XIX.
- Отчет об исследованиях на о-ве Сахалине и в Южно-Уссурийском крае СПб., 1884.

После смерти Полякова появились ещё две его статьи: «На крайнем востоке России» («Новь», 1888, кн. XIX) и «Крестьянское население на крайнем востоке России» (ib., кн. XXII и XXIII).
Поляков был разносторонний изыскатель. Обширная коллекция разного рода предметов, собранных им во время многочисленных поездок, передана в Императорскую академию наук.